# Csilipaprika

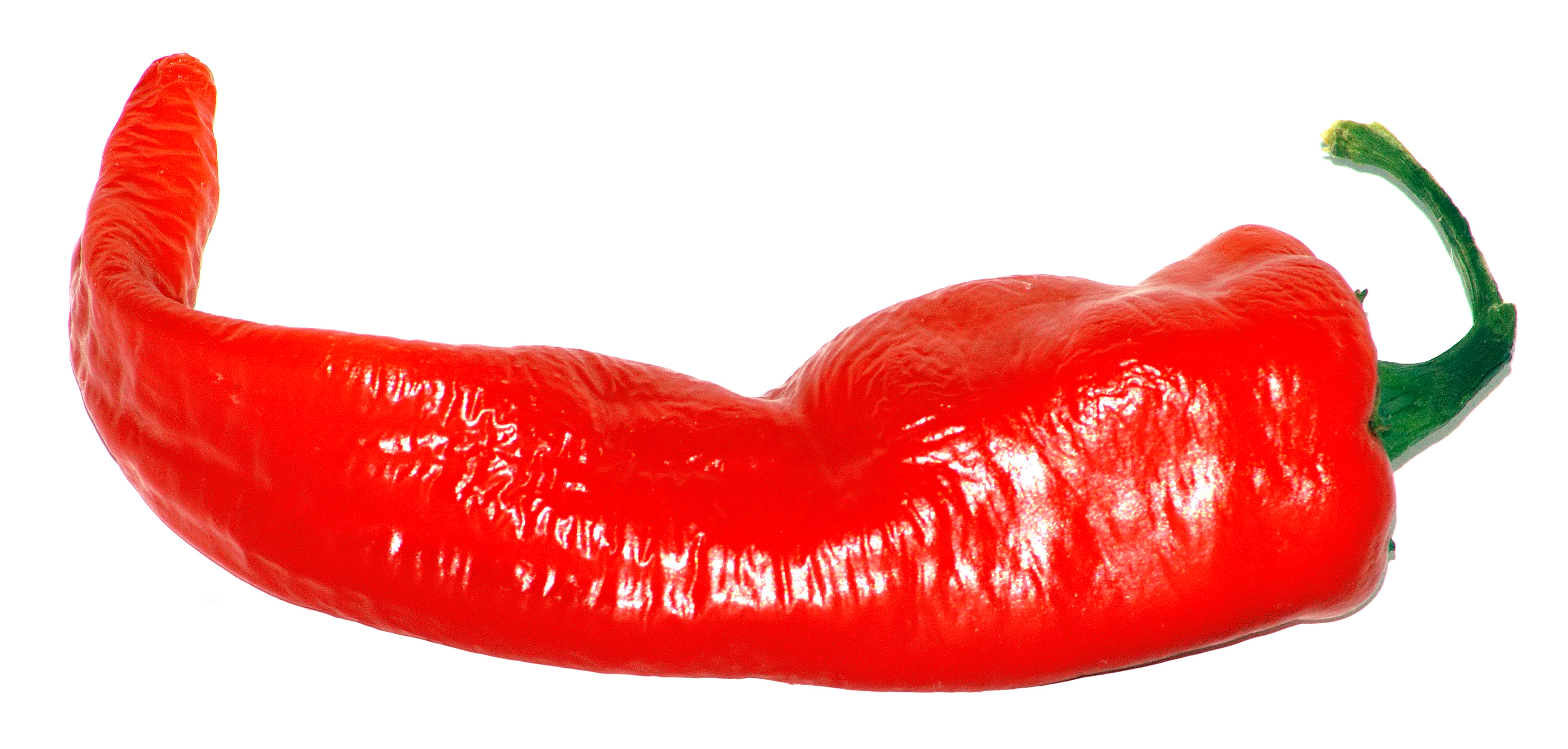
csilipaprika termése (Capsicum annuum – Cayenne fajtatípus)

A csilipaprika a trópusi vagy szubtrópusi égövön termesztett csípős termésű paprikafajták összefoglaló neve, amelyek közül egyesek a cserjés paprika (Capsicum frutescens), mások a közönséges paprika (Capsicum annuum), a bogyós paprika (Capsicum baccatum) vagy a kínai paprika (Capsicum chinense) fajok változatai. Ezekből készítik a Cayenne-bors nevű fűszert, a chili fűszerkeverékek meghatározó alkotóját. Magyarországon egy apró termetű változata díszpaprikaként ismert.

## Származása, elterjedése
Indiában, Afrikában és Mexikóban nagy hagyománya van fogyasztásának. Ezeken a helyeken elsősorban emésztést serkentő hatása miatt kedvelik, és ma már kutatások bizonyítják, hogy nem alaptalanul, mivel fokozza a nyál és a gyomornedvek elválasztását, melyek az étel lebontását teszik lehetővé. Akik szeretik a csípős, fűszeres ételeket, ugyanakkor fogyókúrázni szeretnének, kihasználhatják átmeneti anyagcsere-gyorsító tulajdonságát. Angol kutatók mutattak rá, hogy az erős fűszerezés növelheti a fogyókúra eredményességét, a felgyorsult anyagcsere során ugyanis a szervezet többet éget el a zsírraktárakból. 
A paprika termése olyan fontos ásványi anyagok forrása, mint a kálium, a foszfor és a kalcium, valamint béta-karotint és bioflavonoidokat is tartalmaz, mely anyagok semlegesítik a szabad gyököket, így bizonyos védelmet nyújtanak a rák ellen. Magas provitamin-tartalma védi a hámszövetet (a bőrt és a nyálkahártyát), elősegíti a sebek gyógyulását, megelőzi a bőrbetegségeket, erősíti a látást. 
Az erős paprika legnagyobb erénye, a kapszaicin révén, fájdalomcsillapító hatásában rejlik. A fájdalomingereket az agyba az úgynevezett „P vegyület” továbbítja. A kapszaicin ennek a vegyületnek a működését zavarja meg, mely hatás kiemelkedő egyes krónikus fájdalmak esetén. 
A népi orvoslás hagyományai szerint a paprikából, vagy paprikából és más növényekből együtt, különféle szesszel készült kivonatokat külsőleg reumás bántalmak kezelésére használják. Ezek, hasonlóan a külső csalános kezeléshez (urtikáció), melegérzést okoznak, mikoris a bőr erősen kipirul, a bőrszövet sok vért kap, és a reumatikus fájdalmakat okozó lerakódások, gyulladások belülről csökkenthetők. Enyhe vízhajtó, így húgysavkiválasztást fokozó hatása szintén ismeretes, mely szintén nem közömbös szempont a reumás megbetegedések esetében, mivel a húgysavlerakódás fontos tényező kialakulásukban. A mai gyógyászat kapsziacintartalmú krémeket, kenőcsöket alkalmaz egyéb eredetű fájdalmak enyhítésére is, mint például a cukorbaj okozta idegkárosodás, mely súlyos boka- és lábfájás formájában jelentkezik. Hatásos lehet a fej egyik oldalán jelentkező, rendkívül erős fájdalom, a sokakat érintő migrén esetében is. Ez esetben a fejfájással megegyező oldalon lévő orrcimpánk belső részére dörzsöljünk kapszaicin-készítményt. Ez a bedörzsöléses módszer alkalmazható fogfájás esetében is. Mivel a viszketésérzetet ugyanazok a receptorok észlelik, mint a fájdalmat, a kapszaicin övsömör és herpeszvírus esetén is kifejti jótékony hatását. Az övsömört felnőttekben ugyanaz a vírus okozza, mint gyerekekben a bárányhimlőt. A test két oldalán jellegzetes viszkető kiütés, majd felsebesedő kérges kelések jellemzik. Súlyosabb esetekben (időseknél, más betegségekben szenvedőknél) krónikus fájdalmak kísérik. 
Pikkelysömörben a bőrelváltozások területén a bőrerek hosszan tartósan kitágulnak. Amerikai orvosok több beteget kezeltek oly módon, hogy testük egyik oldalát kapszaicin tartalmú, a másikat pedig csak vivőanyagot tartalmazó kenőccsel borították be. Hat hét elteltével figyelemre méltó volt a változás: a kapszaicinnal kezelt testrészen a bőrelváltozások nagy része jelentősen csökkent, a pirosság, a viszketés és a bőrégés kínos érzése igen nagy mértékben enyhült. Kis mértékben fertőtlenítő hatású, enyhíti a torokgyulladást és, mivel felhígítja az orrmelléküregben megtapadt sűrű nyákot, jót tesz az eldugult orrnak. Köptető hatású anyagokat is tartalmaz: a gyomorba érkezve annak nyálkahártyáját izgatja, ahonnan idegi úton jelzés érkezik a tüdőben lévő mirigyekhez, melyek ennek hatására fokozott nedvelválasztásba kezdenek, így a hörgőkben pangó váladék felhígul, és könnyebben felszakad. Fertőtlenítő hatásának köszönhetően megelőzhetjük vele az influenzát, vagy ha mégis megbetegszünk, kiaknázhatjuk izzasztó, torokfájást enyhítő tulajdonságait. Megfázásos izomfájdalmakra külsőleg, bedörzsöléssel érhetünk el javulást. 
Elűzi az álmosságot és felfrissít. Mivel javítja a keringést, ezáltal emeli a vérnyomást, alacsony vérnyomásúak számára kedvező lehet fogyasztása. A helyi vérkeringést is fokozza, ezért alkoholos kivonata hajhullást megelőző szerként is bevált.

## Elnevezése
A magyar nyelvben használt egyéb elnevezései: cayenne-i paprika, chilipaprika, amerikai paprika, angol paprika, aranybors, guineai bors, magyar bors, macskapöcspaprika, ördögbors.
A magyarral és számos más nyelvvel ellentétben az angol nyelvben a Chili pepper elnevezés többnyire valamennyi paprikafajta termését jelöli, így az édes csemegepaprikákat is.

## Felhasználása
A Kárpát-medencében termesztetteknél jóval erősebb, csípősebb, maróbb ízű paprikafélék. Sok helyen úgy használják (mártásokhoz, salátákhoz, sertés-, marha- és birkasültekhez, tojásos, sajtos ételekhez, valamint grillezett húsokhoz), mint nálunk a zöldpaprikát, ezért kínai, indiai, mexikói ételekhez nyugodtan használhatunk helyette közönséges, de lehetőleg piros színű zöldpaprikát (akinek így nem elég csípős az étel, kiegészítheti dísz- vagy cseresznyepaprikával).
Az általában téglavörös termést megőrlik, és a port önmagában is használják főzelékek, mártások, halételek, sült húsok, rizsköretek, sajtos és tojásos tálak, savanyúságok fűszerezéséhez, de többnyire keverik más fűszerekkel.
A maják úgy tartották, hogy a csípős paprika megszünteti a hasmenést, a görcsöket és a fogínyvérzést. Az aztékok átpasszírozták, és a paprikapéppel meghúzódott izmaikat, törött végtagjaikat borogatták.
Rendszeres fogyasztása serkenti az emésztést, megóvja a gyomor nyálkahártyáját az alkohol, illetve az acetil-szalicilsav (egyes fájdalomcsillapítók hatóanyaga) károsító hatásától.
Fő hatóanyaga a kapszaicin.